# Maria de Pilar di Borbone-Spagna
Maria del Pilar di Borbone-Spagna, il cui nome completo era Maria del Pilar Berengaria Isabella Francesca di Assisi Cristina Sebastiana Gabriella Francesca Caracciola Saturnina (Madrid, 4 giugno 1861 – Eskoriatza, 5 agosto 1879), fu un'infanta spagnola.

## Biografia
Era la settima figlia della regina Isabella II di Spagna e di Francesco d'Assisi di Borbone-Spagna.
Nacque nel Palazzo Reale di Madrid e a sette anni seguì la madre in esilio in Francia. Entrò nel collegio del Sacro Cuore a Parigi dove venne educata.
Dopo la caduta di Napoleone III si stabilì a Ginevra con il resto della sua famiglia. Nel 1873 ricevette la prima comunione dalle mani di papa Pio IX.
Nel 1875 venne restaurata la monarchia e salì al trono suo fratello Alfonso XII di Spagna. Da allora visse tra Siviglia e Madrid.
Maria era innamorata di Napoleone Eugenio Luigi Bonaparte e le loro rispettivi madri pensarono di unire la coppia in matrimonio ma il principe morì improvvisamente durante la guerra contro gli Zulu. L'imperatrice Eugenia de Montijo, quando riebbe la salma del figlio, mandò per ricordo alla principessa una corona di allora.
Nel luglio 1879 Maria si recò coi fratelli Isabella, Alfonso, Paz ed Eulalia a Eskoriatza, nella provincia di Gipuzkoa, per trascorrervi alcuni giorni. Qui il 3 agosto, mentre si trovava ancora a letto, Maria ebbe un attacco di convulsioni e perse conoscenza. Due giorni dopo morì, probabilmente di meningite tubercolare. Fu sepolta alcuni giorni dopo nel Monastero dell'Escorial.
In ricordo della sorella, anni dopo Paz mise alla sua unica figlia femmina, avuta dal marito Ludovico Ferdinando di Baviera, il nome di Pilar.

## Antenati
|                                       |                    |                                  | Genitori                        |  |  | Nonni |  |  | Bisnonni           |  |  | Trisnonni           |  |
|                                       |                    |                                  |                                 |  |  |       |  |  | Carlo IV di Spagna |  |  | Carlo III di Spagna |  |
|                                       |                    |                                  |                                 |  |  |       |  |  | Carlo IV di Spagna |  |  | Carlo III di Spagna |  |
|                                       |                    | Maria Amalia di Sassonia         |                                 |  |  |       |  |  | Carlo IV di Spagna |  |  |                     |  |
| Francesco di Paola di Borbone-Spagna  |                    |                                  |                                 |  |  |       |  |  | Carlo IV di Spagna |  |  |                     |  |
|                                       |                    | Maria Luisa di Borbone-Parma     | Filippo I di Parma              |  |  |       |  |  |                    |  |  |                     |  |
|                                       |                    | Maria Luisa di Borbone-Parma     | Filippo I di Parma              |  |  |       |  |  |                    |  |  |                     |  |
|                                       |                    | Maria Luisa di Borbone-Parma     | Elisabetta di Borbone-Francia   |  |  |       |  |  |                    |  |  |                     |  |
| Francesco d'Assisi di Borbone-Spagna  |                    | Maria Luisa di Borbone-Parma     |                                 |  |  |       |  |  |                    |  |  |                     |  |
|                                       |                    | Francesco I delle Due Sicilie    | Ferdinando I delle Due Sicilie  |  |  |       |  |  |                    |  |  |                     |  |
|                                       |                    | Francesco I delle Due Sicilie    | Ferdinando I delle Due Sicilie  |  |  |       |  |  |                    |  |  |                     |  |
|                                       |                    | Francesco I delle Due Sicilie    | Maria Carolina d'Asburgo-Lorena |  |  |       |  |  |                    |  |  |                     |  |
| Luisa Carlotta di Borbone-Due Sicilie |                    | Francesco I delle Due Sicilie    |                                 |  |  |       |  |  |                    |  |  |                     |  |
|                                       |                    | Maria Isabella di Borbone-Spagna | Carlo IV di Spagna              |  |  |       |  |  |                    |  |  |                     |  |
|                                       |                    | Maria Isabella di Borbone-Spagna | Carlo IV di Spagna              |  |  |       |  |  |                    |  |  |                     |  |
|                                       |                    | Maria Isabella di Borbone-Spagna | Maria Luisa di Borbone-Parma    |  |  |       |  |  |                    |  |  |                     |  |
| Infanta Maria de Pilar di Spagna      |                    | Maria Isabella di Borbone-Spagna |                                 |  |  |       |  |  |                    |  |  |                     |  |
|                                       | Carlo IV di Spagna | Carlo III di Spagna              |                                 |  |  |       |  |  |                    |  |  |                     |  |
|                                       | Carlo IV di Spagna | Carlo III di Spagna              |                                 |  |  |       |  |  |                    |  |  |                     |  |
|                                       | Carlo IV di Spagna | Maria Amalia di Sassonia         |                                 |  |  |       |  |  |                    |  |  |                     |  |
| Ferdinando VII di Spagna              | Carlo IV di Spagna |                                  |                                 |  |  |       |  |  |                    |  |  |                     |  |
|                                       |                    | Maria Luisa di Borbone-Parma     | Filippo I di Parma              |  |  |       |  |  |                    |  |  |                     |  |
|                                       |                    | Maria Luisa di Borbone-Parma     | Filippo I di Parma              |  |  |       |  |  |                    |  |  |                     |  |
|                                       |                    | Maria Luisa di Borbone-Parma     | Elisabetta di Borbone-Francia   |  |  |       |  |  |                    |  |  |                     |  |
| Isabella II di Spagna                 |                    | Maria Luisa di Borbone-Parma     |                                 |  |  |       |  |  |                    |  |  |                     |  |
|                                       |                    | Francesco I delle Due Sicilie    | Ferdinando I delle Due Sicilie  |  |  |       |  |  |                    |  |  |                     |  |
|                                       |                    | Francesco I delle Due Sicilie    | Ferdinando I delle Due Sicilie  |  |  |       |  |  |                    |  |  |                     |  |
|                                       |                    | Francesco I delle Due Sicilie    | Maria Carolina d'Asburgo-Lorena |  |  |       |  |  |                    |  |  |                     |  |
| Maria Cristina di Borbone-Due Sicilie |                    | Francesco I delle Due Sicilie    |                                 |  |  |       |  |  |                    |  |  |                     |  |
|                                       |                    | Maria Isabella di Borbone-Spagna | Carlo IV di Spagna              |  |  |       |  |  |                    |  |  |                     |  |
|                                       |                    | Maria Isabella di Borbone-Spagna | Carlo IV di Spagna              |  |  |       |  |  |                    |  |  |                     |  |
|                                       |                    | Maria Isabella di Borbone-Spagna | Maria Luisa di Borbone-Parma    |  |  |       |  |  |                    |  |  |                     |  |
|                                       |                    | Maria Isabella di Borbone-Spagna |                                 |  |  |       |  |  |                    |  |  |                     |  |